# Jane Bridge
Jane Bridge (* 4. Februar 1960) ist eine ehemalige britische Judoka, die 1980 Weltmeisterin und dreimal Europameisterin war.
Jane Bridge kämpfte im Superleichtgewicht, der Gewichtsklasse bis 48 Kilogramm. Bereits im Dezember 1976 siegte sie bei den Europameisterschaften in Wien, als sie im Finale die Italienerin Emilia Davico bezwang. Zwei Jahre später erreichte sie bei den Europameisterschaften 1978 in Köln erneut das Finale und gewann ihren zweiten Titel gegen die Französin Annie Vial. Den dritten Europameistertitel gewann sie 1980 in Udine mit einem Sieg über die Italienerin Paola Napolitano. Im weiteren Verlauf des Jahres gewann sie die British Open und die Dutch Open. Ende November 1980 fanden in New York City die ersten Weltmeisterschaften für Frauen statt. Wieder traf sie im Finale mit Anna De Novellis auf eine Italienerin und mit ihrem Sieg war Jane Bridge die erste Weltmeisterin in der untersten Gewichtsklasse.
Später war sie Trainerin des britischen Frauenteams und arbeitete in Paris als Bodyguard für Schauspieler. 2016 übernahm sie im Vorstand der Europäischen Judo-Union die Zuständigkeit für Ausbildung. Ab 2011 war die Trägerin des 7. Dan an der University of Bath als Lehrerin und Trainerin für Judo tätig.